# Dorothy Maharam

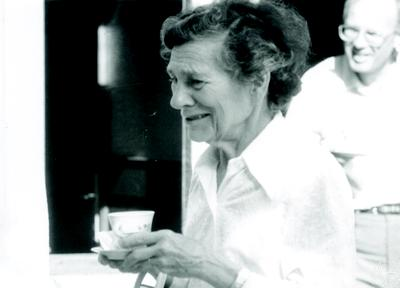
Dorothy Maharam Stone (1991)

Dorothy Maharam Stone (* 1. Juli 1917 in Parkersburg, West Virginia; † 27. September 2014 in Brookline, Massachusetts) war eine US-amerikanische Mathematikerin, die wichtige Beiträge zur Maßtheorie leistete.

## Leben
Dorothy Maharam wurde in einer jüdischen Familie geboren. Sie besuchte eine Public School in Pittsburgh und studierte anschließend Mathematik am Carnegie Institute of Technology. Das Studium schloss sie 1937 mit dem B.Sc.-Grad ab. Aufgrund ihrer außergewöhnlichen mathematischen Begabung wurde sie für ein weiterführendes Studium empfohlen und wechselte an das Bryn Mawr College, wo Emmy Noether bis zu ihrem Tod im Jahr 1935 einen Lehrstuhl hatte. 1940 wurde Maharam dort bei Anna Pell Wheeler mit der Schrift On Measure in Abstract Sets promoviert.
Als Postdoktorandin ging sie mit einem Emmy-Noether-Stipendium des Bryn Mawr College an das Institute for Advanced Study in Princeton, New Jersey. Dort war sie im wissenschaftlichen Austausch mit Shizuo Kakutani, der ein Spezialist auf dem Gebiet der Maßtheorie war. In Princeton traf sie auch den britischen Mathematiker Arthur Harold Stone, der 1941 an der Princeton University promoviert hatte und anschließend Postdoktorand am Institute for Advanced Study war. Im April 1942 heirateten sie. Die nächsten zwei Jahre waren sie an der Purdue University. Nach Ende des Zweiten Weltkrieges gingen sie nach England, zunächst nach Cambridge und 1948 nach Manchester. An der University of Manchester war sie ab 1952 Lecturer.
1961 kehrten sie in die USA zurück, da sowohl ihr als auch ihrem Ehemann Professuren an der University of Rochester angeboten wurden. Maharam lehrte dort bis zu ihrer Emeritierung, wobei sie zwischenzeitlich Gastprofessuren hatte und in nationalen wissenschaftlichen Organisationen tätig war. Nach ihrer Emeritierung in Rochester lehrte sie ab 1988 als außerordentliche Professorin für Mathematik an der Northeastern University in Boston bis zu ihrer Pensionierung im Jahr 2001. 1976 wurde sie Fellow der American Association for the Advancement of Science.
Maharam leistete bedeutende Beiträge zur Maßtheorie. Ihre Arbeiten auf diesem Gebiet sind insbesondere verknüpft mit der nach ihr benannten Maharam-Algebra sowie dem Satz von Maharam (englisch Maharam’s theorem) über die Zerlegbarkeit von Maßräumen, der eine wichtige Rolle in der Theorie der Banachräume spielt.
Die Kinder von Dorothy Maharam und Arthur Stone, David und Ellen, wurden ebenfalls Mathematiker.

## Schriften (Auswahl)
- On measure in abstract sets. In: Transactions of the American Mathematical Society. Band 51, Nr. 2, 1942, S. 413–433, doi:10.2307/1989954.
- On homogeneous measure algebras. In: Proc. Nat. Acad. Sci. Band 28, Nr. 3, 1942, S. 108–111, doi:10.1073/pnas.28.3.108.
- An algebraic characterization of measure algebras. In: Annals of Mathematics. Band 48, Nr. 1, 1947, S. 154–167, doi:10.2307/1969222.
- Decompositions of measure algebras and spaces. In: Transactions of the American Mathematical Society. Band 69, Nr. 1, 1950, S. 142–160, doi:10.2307/1990602.
- The representation of abstract integrals. In: Transactions of the American Mathematical Society. Band 75, Nr. 1, 1953, S. 154–184, doi:10.1090/S0002-9947-1953-0055421-1.
- On kernel representation of linear operators. In: Transactions of the American Mathematical Society. Band 79, Nr. 1, 1955, S. 229–255, doi:10.1090/S0002-9947-1955-0069396-4.
- On a theorem of Von Neumann. In: Proceedings of the American Mathematical Society. Band 9, Nr. 6, 1958, S. 987–994, doi:10.1090/S0002-9939-1958-0105479-6.
- Finitely additive measures on the integers. In: Sankhyā: The Indian Journal of Statistics, Series A. Band 38, Nr. 1, 1976, S. 44–59, JSTOR:25050025.